# Alajärvi
Alajärvi è una città finlandese di 9183 abitanti, situata nella regione dell'Ostrobotnia Meridionale.
La città ricopre una superficie di 1.056,76 km² dei quali 48 km² sono acqua. La densità di popolazione è quindi di 10,17 abitanti ogni km².
La città ha un unico nome in finlandese, sebbene la maggior parte delle città in Finlandia abbiano anche il nome in svedese.
Il comune di Lehtimäki si unì ad Alajärvi il 1º gennaio 2009.